# صيام الدوبامين

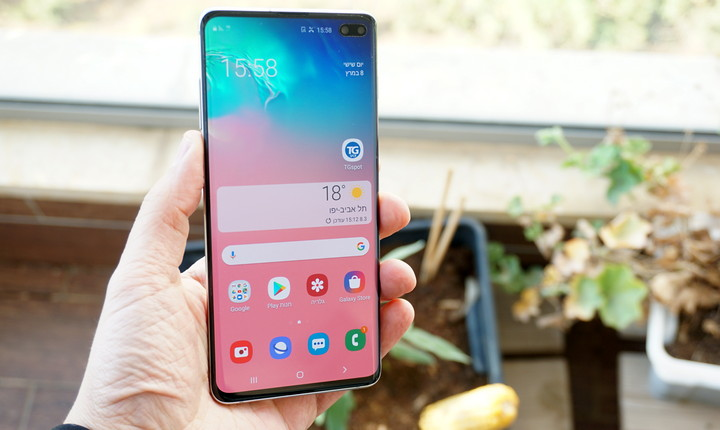
يرى مؤيدو صيام الدوبامين أن هناك فائدة من أخذ فترات راحة دورية من التقنيات التي يُنظر إليها على أنها تسبب الإدمان ، مثل الهواتف الذكية.

صيام الدوبامين (بالإنجليزية: Dopamine fasting)‏ هو الامتناع مؤقتًا عن التقنيات المسببة للإدمان مثل وسائل التواصل الاجتماعي، والاستماع إلى الموسيقى على المنصات التكنولوجية، وألعاب الإنترنت، وقد يمتد إلى الحرمان المؤقت من التفاعل الاجتماعي وتناول الطعام. أصول المصطلح غير معروفة؛ رُوِّج له لأول مرة على نطاق واسع في نوفمبر 2018 على موقع يوتيوب. وهو يستند إلى سوء فهم لكيفية عمل الناقل العصبي الدوبامين، الذي يعمل داخل الدماغ لمكافأة السلوك، ويمكن تغييره من خلال السلوك الواعي. تكمن الفكرة وراء ذلك في أخذ استراحة من الأنماط المتكررة للإثارة والتحفيز التي يمكن أن تحدث عن طريق التفاعل مع التكنولوجيا الرقمية، وأن تجنب ممارسة الأنشطة الممتعة يمكن أن يعمل على التخلص من العادات السيئة والإدمان، وإتاحة الوقت للذات، والتفكير، وتعزيز السعادة الشخصية.
وفقًا لما ذكره كاميرون سيباه (Cameron Sepah) أحد دعاة صيام الدوبامين، فإن الغرض ليس تجنب الدوبامين بل تقليل السلوكيات الاندفاعية التي يكافأها الدوبامين. تشير إحدى الروايات إلى أن هذه الممارسة تتعلق بتجنب الإشعارات والمنبهات، مثل سماع رنين الهاتف الذكي، التي يمكن أن تؤدي إلى سلوكيات اندفاعية، مثل البقاء على الهاتف الذكي بعد المكالمة للعب لعبة. لم يتم تعريف ممارسة صيام الدوبامين بشكل واضح فيما يستلزمه، وما هي التقنيات، وما وتيرة القيام به، أو كيف يفترض أن يقوم به.
يجادل المؤيدون لصيام الدوبامين بأنها طريقة لممارسة قدر أكبر من ضبط النفس والانضباط الذاتي على مدى حياة المرء، وتجد الصحفية التكنولوجية في نيويورك تايمز نيلي بولز أن صيام الدوبامين يجعل الحياة اليومية «أكثر إثارة ومتعة».
يقترح المنتقدون أن المفهوم العام لصيام الدوبامين غير منطقي لأن المادة الكيميائية تلعب دورًا حيويًا في الحياة اليومية؛ ويجادلون بأن محاولة تقليله ليس مفيدًا لأي شخص وأن الاستراحات الدورية للتكنولوجيا ستكون غير فعالة بشكل عام. ولا يوجد الكثير من البحث العلمي للتأكد من فعاليته كنظام علاجي. وقد وصفت بأنها بدعة وهوس مرتبط بوادي السيليكون.
بمعنى آخر، صيام الدوبامين هو ردة فعل تجاه شركات التكنولوجيا التي صممت خدماتها لإبقاء الناس مدمنين. يشبه صيام الدوبامين تقليد الصيام للعديد من الأديان، إلا أنه بدلاً من تطبيقه على أنشطة مثل الأكل والجنس كما تفعل الأديان، يتم تطبيقه على استخدام التقنيات مثل الهواتف الذكية والكمبيوترات. [بحاجة لمصدر]

## وصلات خارجية
- صيام الدوبامين: سوء الفهم العلمي يولد بدعة غير قادرة على التكيف، جامعة هارفرد، (بالإنجليزية).
- هل صيام الدوبامين هو طريق التنوير أم مجرد شيء آخر من المشاهير؟، صحيفة The Philadelphia Inquirer، (بالإنجليزية).